# Lac Djiara
Le lac Djiara fait partie des Lacs d'Ounianga entre les massifs du Tibesti et de l'Ennedi, au Tchad.